# Liste der Monuments historiques in Le Perreux-sur-Marne
Die Liste der Monuments historiques in Le Perreux-sur-Marne führt die Monuments historiques in der französischen Gemeinde Le Perreux-sur-Marne auf.

## Liste der Objekte
| Bezeichnung     | Beschreibung                   | Standort                 | Kennzeichnung | Schutzstatus | Datum | Bild |
| --------------- | ------------------------------ | ------------------------ | ------------- | ------------ | ----- | ---- |
| Bleiglasfenster | von Henri Carot, 1897 und 1930 | im Hôtel de Ville (Lage) | PM94000515    | Inscrit      | 1988  |      |